# Grootheilighuisje
Het Großheiligenhäuschen (Grootheilighuisje) is een katholieke kapel in Koblenz. De kapel in het stadsdeel Güls werd tegen het einde van de 15e eeuw of het begin van de 16e eeuw buiten de bebouwde kom aan de straat naar Winningen gebouwd en nodigde de voorbijtrekkende mensen uit tot gebed en rust of bood een schuilplaats bij slecht weer. De naam zegt het al: de kapel is groter dan de doorsnee wegkapel.

## Geschiedenis
Lang heeft men gedacht dat de kapel in de 17e eeuw werd gebouwd. Maar de datering van ontdekte fresco's en dendrologisch onderzoek wijzen uit dat de kapel tussen 1505-1515 werd opgericht.
In de late 17e eeuw werd een voorhal aangebouwd. Vroeger bevond zich in de kapel een laatgotische piëta uit circa 1520, waarschijnlijk van Boheemse afkomst, die tegenwoordig een plek in de plaatselijke Servaaskerk heeft. De laatste renovatie vond in september 2007 tot mei 2008 plaats. Tijdens de renovatie werd de historische kleurstelling hersteld.

## Bouw

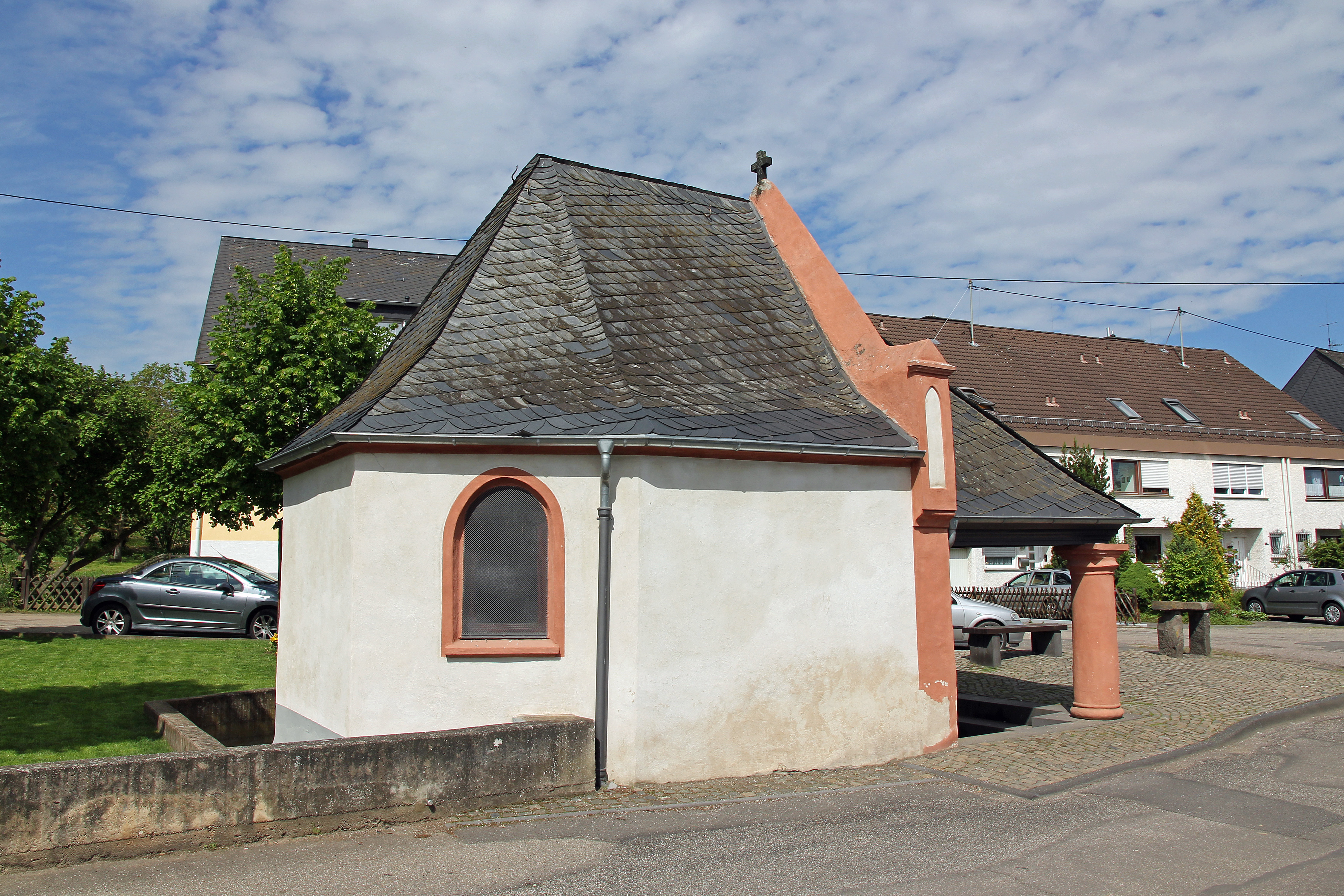
Zijaanzicht

De kapel staat ten opzichte van het straatniveau iets lager. De op het zuiden georiënteerde kapel bezit een driezijdig koor. De voorzijde van de kapel heeft een schildgevel met een stenen kruis. De open voorhal rust op twee gedrongen zuilen met eenvoudige kapitelen en heeft een half piramidedak. De grote gebogen nissen in de kapel, het dichtgemetselde gotische venster op de linkerkant, de gotische toegang en het smeedijzeren venster dat door een slanke middenzuilen met bladkapitelen wordt gedeeld, getuigen van de hoge ouderdom van de kapel.
Zijdelings voor de voorhal bevindt zich een grote ruststeen van basaltlava, die de naam Kiepenstein draagt. Hier konden pelgrims hun draaglast afleggen.
Het interieur heeft 15e-eeuwse resten van fresco's, die de veertien noodhelpers moeten voorstellen. In een centrale nis boven het altaar staat een piëta uit de 19e eeuw.